# 聖弗蘭西斯科奇納梅卡
聖弗蘭西斯科奇納梅卡（西班牙語：San Francisco Chinameca），是薩爾瓦多的城鎮，位於該國南部，由拉巴斯省負責管轄，面積40.52平方公里，海拔高度722米，2007年人口6,765，人口密度每平方公里166.95人。
13°36′N 89°6′W / 13.600°N 89.100°W